# 高橋英樹の船長シリーズ
『高橋英樹の船長シリーズ』（たかはしひできのせんちょうシリーズ）は、1988年から2002年までテレビ朝日系「土曜ワイド劇場」で放送されたテレビドラマシリーズ。全13回。主演は高橋英樹。
第1、2、5作はフィルム撮影のテロップ打ち込み式、第3、4作はフィルム撮影のVTR編集、第6作以降はVTR撮影で制作された。
2006年には、リニューアル版として船越英一郎が主演する『新船長の航海事件日誌』が放送された。

## キャスト

### 船長と一等航海士
杉崎啓三
演 - 高橋英樹
商船大学卒業後、青函連絡船の乗務を経て全国各地の航路を渡り歩く敏腕船長。
児島克生
演 - 船越栄一郎（現・船越英一郎）
首席一等航海士（通称：チョッサー）。
船内では杉崎に次ぐ重要な地位にいる。航海中は杉崎に代わって操船指揮を執る事もある。独身で度々杉崎の自宅に押し掛けては杉崎の妻の手料理を嗜んでいる。

### 杉崎家
杉崎邦彦
演 - 坂上忍（第1作）
杉崎夫妻の一人息子。東京在住。大学の同級生の女性とできちゃった結婚。趣味はゴルフ。
第2作の児島のセリフで東京の大学生である近況が発せられて以降、話題に出ることは皆無であった。
杉崎紀伊子
演 - 音無美紀子
杉崎啓三の妻。香川県高松市出身。専業主婦。
第7作「瀬戸内・潮騒の女」など一部作品を除き、夫とともに全国各地の勤務地に同行し持ち前の良妻賢母ぶりを発揮、激務である船長の私生活を支える。
シリーズ初期には、事件の重要人物と交流を持っていることが多く、その人物を犯人と疑う夫と口論になったり、警察に任意同行されたこともある。
浪人生だった息子・邦彦の東京の下宿アパートに入り浸り、夫との仲が険悪だった過去もある。

### その他
○○加代（第1作） → 秋元加代（第4作）
演 - 一柳みる（第1作・第4作）
函館時代の杉崎船長の愛人で、函館港片隅の小さなバーのママ（第1作）。秋元要一の後妻となり杉崎の乗務船で再会の後殺害される（第4作）。
藤井栄吉
演 - 田村高廣（第1作）、織本順吉（第11作）
青函連絡船時代の杉崎の上司。ミオの父。JR北海道定年退職後は仙台市の船会社へ再就職。
藤井船長に、「シャックル船長」というあだ名を付けたのは杉崎船長（第1作）。

### ゲスト

#### 第1作「津軽海峡おんな殺人行」（1988年）
- 杉崎の同僚で事務方の責任者 - 柴田侊彦
- 川原よしみ（邦彦の恋人） - 菊地優子
- 坂口彰（海上保険会社の支店長） - 伊藤孝雄
- 福田公子、佐久田修、柴田美保、北野清治、谷本小代子、布瀬智子、植田博美、日崎瑠美、南一恵、梅沢昌代

#### 第2作「瀬戸内おんな殺人行」（1989年）
- 井村好子（山陽ドック 社長秘書・紀伊子の友人） - 永島暎子
- 奥野敏江（博覧会の協会職員） - 松本留美
- 村上（第五えたじま 船長・杉崎の同期生） - 小山武宏
- 福家誠一郎（山陽ドック 社長） - 井上孝雄
- 押切英樹、片山由加、金尾哲夫、原田和彦、若尾義昭、梶本公平、真崎理、坂本和則

#### 第3作「超豪華フェリー殺人事件」（1990年）
- 西森裕子（喫茶「にしもり」ママ・紀伊子の友人） - 岡本舞
- 波田村薫（西光運輸 社長） - 鈴鹿景子
- 小沢眉美（小沢の娘） - 山崎美貴
- 小沢隆雄（県議会議員・杉崎の同期生） - 若林豪
- 西森忠明（裕子の夫） - 山崎健二
- 麻志奈純子、深江章喜、八木隆、原田和彦、真崎理、岩城力也、上山克彦、加藤照男、山形政彦

#### 第4作「函館のおんな殺人行」（1991年）
- 日向陽子（新聞記者・児島の恋人） - 向井亜紀
- 秋元富士（要一の母） - 三條美紀
- 高森静男（ジャパニーズドリーム号 運航管理者・杉崎の同期生） - 北村総一朗
- 野木平八（勝鬨ファイナンス 社長） - 西沢利明
- 伊東（刑事） - 井上昭文
- 秋元茜（要一の連れ子） - 植松佳菜美
- 勝鬨ファイナンス 社員 - 秋間登
- 高森の部下 - 斉藤朋子
- 挿入歌 - 村岡英美
- 秋元要一（加代の夫） - 磯部勉
- 下坂泰雄、金子研三、小寺大介、原田和彦、西山寛

#### 第5作「思い出の青函連絡船」（1993年）
- 高瀬佳世子（コスモス海洋教育財団 職員） - 山口果林
- 大和田香苗（大和田の妻・紀伊子の友人） - 高林由紀子
- 大和田英子（大和田と香苗の娘） - 吉野真弓
- 楢山（元鉄道公安官） - 山田吾一
- 結城健二（函館シーポートプラザ 開発課長） - 鹿野浩四郎
- 甲元 - 前川哲男
- 柴谷（函館ドックのドックマスター・杉崎の先輩） - 加地健太郎
- ホテルの女将 - 西野テル
- 大和田省一（杉崎の同期生で連絡船時代の同僚・故人） - 中山仁（少年期：杉崎哲朗）
- 原田和彦、土門廣、平井一幸、杉崎美由紀

#### 第6作「愛と死の殺人航路」（1994年）
- 梅原和絵（梅原の妻） - 姿晴香
- 梅原孝志（銀行員） - 清水章吾
- 生川佳世（10年前失踪） - 日下由美
- 古溝（刑事） - 荘司肇
- 植松（神奈川県警 警部） - 遠藤征慈
- 丹藤（レンタカー店の店長） - 高原駿雄
- 古瀬栄子（坂本の知り合い） - 津田京子
- 各務（杉崎の友人） - 三木敏彦
- 西森（元海上保安官） - 小瀬格
- 津村（北九州警察署 警部補） - 徳江一裕
- 松井繁 - 早坂直家
- 吉峰洋一（1年前撃殺） - 小山力也
- 大和一郎（スーパーの社長） - 久保晶
- 星川（銀行の支店長） - 小杉勇二
- レンタカー店の店員 - 千田孝康
- ゴルフ場の従業員 - 森良夫
- 坂本吾郎（二等航海士・杉崎の部下） - 大和田伸也
- 小沢憲之、阿部六郎、峰裕介、平井一幸、原田和彦、国東五郎、柚木佑美、森山なつみ、河岸加奈子、小甲登枝恵、松葉妙子、沼崎悠、須賀良、小野寺弘之、須藤為五郎、村添豊徳、若菜大輔

#### 第7作「瀬戸内・潮騒の女」（1995年）
- 中込良江（料理屋「伊予浜」店員） - 香坂みゆき
- 依光悟（秋子の元夫・砂利運搬船の船長） - 高津住男
- 松田昭一（元船長） - 里居正美
- 田沢（7年前死亡） - 河原崎次郎
- 森山広志（タクシードライバー） - 海部剛史
- 大森克子 - 菅原あき
- 神津法律事務所の弁護士 - 石波義人
- 中込陸（良江の息子） - 荘田優志
- 依光洋（良江の夫・故人） - 倉田昇一
- 船員 - 石田哲也
- 村山秋子（洋の母・陸の祖母） - 島かおり
- 藤田幸江、松本潤一、坂本寿久、岩松廉、南雲勝、大木彩路

#### 第8作「ジャンボフェリー殺人海峡」（1996年）
- 大林冬美（邦彦の娘） - 若林志穂
- 田川敏夫（邦彦の秘書・冬美の婚約者） - 円谷浩
- 長原（高松西警察署 刑事） - 新井康弘
- 山根（松田昇の同僚だと名乗る男） - 伊藤高
- 結城（高松市役所 職員） - 塙恵介
- 大林邦彦（代議士） - 竹内照夫
- 坂下由紀（クラブのママ） - 日向明子
- 石井（汽船会社の支店長） - 睦五朗
- 大林永之助（冬美の祖父・元大臣） - 山村聡
- 吉村竜一郎（元海軍の機関課の士官） - 下元勉（若き日：金子由之）
- 西村 - 境賢一
- 下山（高松西警察署 刑事） - 西村武純
- 須藤 - 作原利雄
- 中野（船員） - 小野寺弘之
- 藤堂吉武（復員兵） - 隆大介
- 青田省司（県警刑事部長） - 津嘉山正種
- 安川まり、小池和子、佐藤法義、渡部るみ、南雲勝、松本潤一、岩松廉、小川義雄

#### 第9作「愛と死の殺人海流」（1997年）
- 松崎道代（釣宿の女将） - 石野真子
- 日向高志（朝陽新聞 記者・杉崎の学生時代の友人） - 平泉成
- 松崎安弘（道代の夫） - 穂積ぺぺ
- 日向栄子（日向の妻） - 松木路子
- 山田キン（農婦） - 披岸喜美子
- 下山（臨海警察署 刑事） - 佐々木敏
- 今村正子（道代の高校時代の同級生・ブティック店主） - 相沢恵子
- 藤下光子（日向の部下） - 寺田千穂
- 片岡弘雄（非行少年グループのメンバー） - ヨースケ[3]
- 市川武夫（非行少年グループのリーダー） - 大堀義範
- 田中新一（非行少年グループのメンバー） - 古川照之[4]
- 今村明彦（非行少年グループのメンバー） - 松本潤一
- 石丸研次（非行少年グループのメンバー） - 山田哲平
- 東田（事務長） - 花上晃
- 遠藤圭子（臨海警察署少年係 刑事） - 三輪優子[5]
- 小林奈美（マリンガール） - 高原舞華
- 山口（航海士） - 南雲勝
- 紀里（乗客） - 吉野里亜
- 多栄 - 檜山千明
- 沙織（乗客） - 山村由美子
- 寺崎 - 服部貴
- 金子 - 兼子友介
- 吉田（大島南警察署 刑事） - 井川比佐志

#### 第10作「太平洋殺意のうず潮」（1998年）
- 山川しおり（写真家・紀伊子が通う写真教室の講師） - 大寶智子
- 松原千尋（しおりとそっくりの女性） - 大寶智子（二役）
- 永吉眞弓（ダンス教室経営者） - 中村綾
- 西方（宮崎県警 刑事） - 木村元
- 吉沢哲夫（カメラ雑誌編集者） - 中島久之
- 東山（所轄署警部） - 大谷亮介
- 本田絵理（守照の愛人） - 赤間麻里子
- 根本（所轄署刑事） - 前田淳
- 藤田（パーサー） - 須永慶[6]
- 山川守照（しおりの夫・旧家の当主） - 小林功
- 酒井ヨシ（家政婦） - 五月晴子
- 本田弥八（絵理の父） - 桂小金治
- 山浦栄、羽田沙織、高木重吉、南雲勝、樋口玲、鳥畑洋人

#### 第11作「狙われた密会航路」（1999年）
- 藤井ミオ（栄吉の一人娘・東京〜高知航路の三等航海士〈サードオフィサー〉） - 大沢さやか
- 田代卓也（遠洋水産 社員・ミオの恋人） - 小林健
- 桜田（常務・杉崎の商船大学の同期生） - 青山良彦
- 門永秀年（カジノ経営） - 潮哲也
- 渡辺（事務長） - 野村信次
- 荘司（麻薬取締官） - 唐沢民賢
- 下田（麻薬取締官） - 鈴木伸幸
- 川谷 - 青木英樹
- 山根 - 野村和也
- 石井 - 南雲勝郎
- 操舵手 - 樋口玲
- カジノ支配人 - 佐藤正浩
- 刑事 - 千葉健治
- 女将 - 横山香代子
- 谷崎勝之助（遠洋水産 社長） - 川合伸旺
- 松山道代（卓也の姉・谷崎の愛人） - 多岐川裕美

#### 第12作「殺意の密室航路」（2000年）
- 石浜節子（石浜の妻） - 田島令子
- 川村哲男（石浜の秘書） - 柴田侊彦
- 門永年男[7]（函館新報社 記者・児島の知り合い） - でんでん
- 伊東信二（石浜の後援会長） - 小林勝彦
- 鈴木一成（北海道警察 刑事） - 小宮健吾
- 北川正人（船員） - 下塚誠
- 山上三津（喫茶店主・石浜の愛人） - 姿晴香
- 坂口成治（ガードマン） - 花上晃
- 大木直人（医師） - 桜井久直
- 中尾弘（北海道警察 刑事） - 佐藤秀樹
- 広瀬ゆかり（石浜の秘書） - 川勝あか梨
- 黒田健 - 菊地太
- 秋吉友則（石浜の秘書） - 浜野明大
- 航海士 - 懸田麻衣子
- 森健太郎（キャスター） - 山中誠也
- レポーター - 簗瀬哲
- 石浜泰三（代議士） - 寺田農[8]
- 南雲勝郎、桐沢晶子、ももちあずさ、鈴木智弘、北村和己、内田修司、坂本直季、宮原あつき、五十嵐さゆり

#### 第13作「豪華フェリー殺人事件」（2002年）
- 川原美沙（英雄の妻・名花女子大学 英文学教授） - 大島さと子
- 和田蛍[9]（フェリー「きたかみ」三等航海士） - 大沢さやか
- 阿久津五郎（探偵・元刑事） - 伊藤高
- 石野光一 - 下塚誠
- 坂田久志（児島の後輩） - 田付貴彦
- 立川（愛知県警名古屋中央警察署 刑事） - 伊藤敏八
- 植木春也 - 簗瀬哲
- 鈴川まゆみ（客室乗務員） - 響美
- 市村信二（名古屋在住） - 工藤龍生
- 山根まい（クラブ「アルファ」ママ） - 湖映佳奈子
- 田中（愛知県警名古屋中央警察署 刑事・立川の部下） - 佐藤正浩
- 川原茂子（英雄の母） - 磯村千花子
- あけみ（クラブ「アルファ」ホステス） - あらいすみれ
- みどり（クラブ「アルファ」ホステス） - 南明子
- あいこ（クラブ「アルファ」ホステス） - 南井貴子
- 漁船長 - 野村和也
- 川原英雄（名花女子大学 学長） - 江原真二郎

## スタッフ
- プロデューサー
  - テレビ朝日 - 塙淳一、五十嵐文郎（第2作）、大井素宏（第4作）、小関明（第7作）、三輪祐見子（第9作・第10作）
  - 東映 - 池ノ上雄一、中曽根千治
- 原作 - 今井泉
- 脚本 - 柴英三郎（第1作 - 第6作・第8作 - 第13作）、岡本克己（第7作）
- 音楽 - 坂田晃一
- 撮影 - 西山誠（第1作）、内田安夫（第2作）、松村文雄（第3作）、鈴木史郎（第4作）、横手丘二（第5作）、藤本茂（第6作 - 第8作・第10作・第11作）、中川健一（第9作）、原秀夫（第12作・第13作）
- 助監督 - 伊与田一雄（第1作）、井坂聡（第2作）、手塚昌明（第3作）、宮坂清彦（第4作・第7作・第9作・第10作・第13作）、前嶋守男（第5作・第6作）、武内孝吉（第8作・第11作・第12作）
- 監督 - 野村孝（第1作 - 第3作・第5作 - 第13作）、齋藤武市（第4作）
- 制作 - テレビ朝日、東映

## 放送日程
- 第1作は1989年2月25日に「傑作アンコール特選」として再放送。
- 第3作は1992年2月22日に「傑作アンコール特選」として再放送。

| 話数 | 放送日         | サブタイトル                                                                        | 原作               | 脚本     | 監督     | 視聴率 |
| ---- | -------------- | ----------------------------------------------------------------------------------- | ------------------ | -------- | -------- | ------ |
| 1    | 1988年03月05日 | さよなら青函連絡船 特別企画 津軽海峡おんな殺人行 青函連絡船に仕組まれたトリックの謎 | 「溟い海峡」       | 柴英三郎 | 野村孝   | 26.6%  |
| 2    | 1989年06月03日 | 瀬戸内おんな殺人行 広島港〜松山港 フェリー炎上！ 船上に仕組まれた密室トリック       | 「甦る航跡」       | 柴英三郎 | 野村孝   | 18.8%  |
| 3    | 1990年10月13日 | 超豪華フェリー殺人事件 鹿児島－沖縄航路にトリックが… 双眼鏡の中の女                 | (原作者の表記のみ) | 柴英三郎 | 野村孝   | 13.5%  |
| 4    | 1991年11月02日 | 函館のおんな殺人行 横浜〜神戸21時間 よみがえった青函連絡船                          |                    | 柴英三郎 | 齋藤武市 | 16.0%  |
| 5    | 1993年09月25日 | 思い出の青函連絡船 貨車から消えた2億円！ 完全密室の犯罪                             | 「碧の遺稿」       | 柴英三郎 | 野村孝   | 17.1%  |
| 6    | 1994年07月23日 | 愛と死の殺人航路 闇夜に霜の降るごとく 函館・立待岬に消えた女                        | 「碇泊なき海図」   | 柴英三郎 | 野村孝   | 16.6%  |
| 7    | 1995年08月12日 | 瀬戸内・潮騒の女 夜霧のフェリー激突事故!! 小樽－松山 不倫の男女が狙われた           |                    | 岡本克己 | 野村孝   | 13.3%  |
| 8    | 1996年09月14日 | 高松－神戸 ジャンボフェリー殺人海峡 ガラスの墓標と妻の謎に事件の接点が…             |                    | 柴英三郎 | 野村孝   | 18.1%  |
| 9    | 1997年09月27日 | 愛と死の殺人海流 レインボーシティと波浮の港・二つの東京 潮の匂いのする人妻          |                    | 柴英三郎 | 野村孝   | 15.7%  |
| 10   | 1998年09月26日 | 太平洋殺意のうず潮 夫殺し！犯行時若妻は宮崎行フェリーに乗っていた… 二重人格の謎     |                    | 柴英三郎 | 野村孝   | 14.6%  |
| 11   | 1999年10月30日 | 狙われた密会航路 南国土佐・杉崎船長を誘惑した謎の女                                 |                    | 柴英三郎 | 野村孝   | 14.9%  |
| 12   | 2000年12月02日 | 殺意の密室航路 仙台－苫小牧－函館 豪華フェリーで大物代議士が殺された                |                    | 柴英三郎 | 野村孝   | 15.7%  |
| 13   | 2002年08月10日 | 豪華フェリー殺人事件 名古屋－函館38時間 御前崎沖に浮かんだ謎の漂流死体              |                    | 柴英三郎 | 野村孝   | 13.1%  |

- 視聴率はビデオリサーチ調べ、関東地区・世帯

## 作品のロケ地・勤務船会社・乗務船
| 話数 | ロケ地                      | 勤務船会社                                        | 乗務船                                           |
| ---- | --------------------------- | ------------------------------------------------- | ------------------------------------------------ |
| 1    | 北海道函館市                | JR北海道                                          | 十和田丸 (2代) 摩周丸                            |
| 2    | 広島県広島市 愛媛県松山市   | 瀬戸内海汽船                                      | 石手川                                           |
| 3    | 鹿児島県鹿児島市 奄美大島   | 大島運輸 （現・マルエーフェリー）                 | フェリーあけぼの                                 |
| 4    | 神奈川県横浜市 兵庫県神戸市 | 日本旅客船                                        | ジャパニーズドリーム （元・十和田丸 (2代)）      |
| 5    | 北海道函館市                |                                                   | メモリアルシップ摩周丸 （イベントの来賓として）  |
| 6    | 神奈川県横浜市 北海道函館市 | オーシャン東九フェリー （現・オーシャントランス） | （東京港〜徳島港〜小倉港航路）                   |
| 7    | 愛媛県松山市                | 三宝海運                                          | ほわいとさんぽう2 （神戸港〜今治港〜松山港航路） |
| 8    | 香川県高松市                | 関西汽船                                          | 生駒丸(2代目)                                    |
| 9    | 東京都港区お台場 大島町     | 東海汽船                                          | さるびあ丸                                       |
| 10   | 東京都 宮崎県               | マリンエキスプレス                                | パシフィック エキスプレス                        |
| 11   | 東京都 高知県               | ブルーハイウェイライン                            | さんふらわあ くろしお                            |
| 12   | 北海道函館市                | 太平洋フェリー                                    | きそ（初代）                                     |
| 13   | 北海道函館市 愛知県名古屋市 | 太平洋フェリー                                    | きたかみ                                         |

## エピソード
- 杉崎船長役の高橋英樹、実は船には弱く船酔いしやすいとのこと。後日、トーク番組で告白。
- 函館港に係留されている函館市青函連絡船記念館摩周丸のシーサイドサロンには、第5作でロケに訪れた高橋英樹と音無美紀子が、撮影の合間にロープ結びに興じるスナップ写真が公開されていた。
- 1997年9月13日土曜ワイド劇場1000回記念作品、『復讐法廷』（主演：浅野ゆう子） に、高橋英樹が杉崎船長役でカメオ出演。

## 船舶用語
杉崎船長が航海中、部下に指示する時に使用する用語や、劇中で使われる船舶用語の解説。
- Let go all shore line！<レッコ・オールショアライン>･･･船を係留しているロープ（ホーサー）を離せ！（出港時）
※放送回によっては、all line let go(オールライン、レッコ！)と言っている。尚、Let goの発音はレッツゴーではなく"レッコ"である。
- slow down<スローダウン>･･･減速
- half down<ハーフダウン>･･･半速前進（に減速）
- slow ahead<スロー、アヘッド>･･･微速前進
- slow astern<スロー、アスターン>･･･微速後退
- slow astern starboard <スローアスターンスターボード> ･･･右舷微速後退
- stand by engine:<スタンバイ、エンジン>･･･機関（エンジン）準備
- start engine<スタート、エンジン>･･･機関（エンジン）始動
- stop engine<ストップ、エンジン>･･･機関（エンジン）停止
- harbor full<ハーバーフル>･･･港内最高速度（で航行せよ）
- hard port<ハードポート>･･･左舵一杯
- single up！<シングルアップ>･･･すぐ出港出来る状態にしておけ。(※本来は船が岸壁係留している際に、船首尾それぞれ１本だけの係留索にして直ぐに出港できる状態にしておくことを意味していたが、転じて「すぐ出港出来る状態にしておけ」の意になった。)
- オモテ･･･船首
- トモ･･･船尾
- サー･･･上司に対する敬語。船長の指示に対して、作業を完了したときの確認時などに使用している。 ※（例）船長：「スタンバイ・エンジン！」 → 船員：「スタンバイ・エンジン！」（必ず復唱） → 機関操作完了 → 船員：「スタンバイ、エンジン･サー！」
- 長声一発！<ちょうせい・いっぱつ>･･･出港の合図として、長い汽笛を1回鳴らせ！の意。弔声一発（後述）とは別。
- 弔声一発！<ちょうせい・いっぱつ>･･･ドラマ終盤によく杉崎船長が児島一等航海士に指示する言葉。事件現場周辺や遺体の発見された現場海域を航行する際に、故人を偲び、敬意・弔意を表して長い汽笛を1回鳴らせ！の意。